# Головной отраслевой музей истории гражданской авиации
Головной отраслевой музей истории гражданской авиации находится в Ульяновске рядом с аэропортом Ульяновск-Центральный. Имеет лётное поле и 4 зала с экспонатами, иллюстрирующими историю авиации со времён гражданской войны до наших дней. По общему количеству экспонатов (около 9 тыс.) является крупнейшим в стране авиационным музеем.
Музей принадлежит Ульяновскому институту гражданской авиации, в нём проходят занятия курсантов по истории ГА. В музее находятся уникальные тренажёры, используемые для обучения пилотов.

## История
Создан в 1983 году как Музей гражданской авиации Центра ГА СЭВ, в соответствии с приказом Министра гражданской авиации СССР Б. П. Бугаева от 01.06.83 № 97 в целях сосредоточения в нем образцов авиационной техники и создания экспозиции, отражающей славный трудовой путь гражданского воздушного флота страны.
Экспонатом № 1 стал вертолёт Ми-4, который прибыл из Саратовского авиапредприятия 30 августа 1983 года своим ходом. Экспонатом № 2 стал самолёт Ил-18, который прибыл спецрейсом из Домодедово 4 октября 1983 года.
В 2013 году музей был награждён Грамотой Губернатора Ульяновской области «За успехи в патриотическом воспитании».
В октябре 2018 года музей превратился в большой кинопавильон, в котором снимался двухсерийный детектив «Реставратор». (Режиссёр Карен Захаров, по заказу ТВЦ).

## Директора музея
- Корнеев, Владимир Митрофанович (1984—1985)
- Гуркин, Александр Петрович[6] (1985—1988)
- Никитков, Пётр Данилович (1988—2005)
- Куликов, Олег Юрьевич (2005—2008)
- Валкин, Юрий Маркович (2008—2018)
- Крытов, Алексей Валерьевич (и. о., 2018—2019)[7][8]
- Ромашкова Елена Владимировна (2019 по н. в.)[9];

## Экспозиция летательных аппаратов
Практически все экспонаты летательных аппаратов прибыли к месту расположения музея своим ходом, это особенность экспозиции музея. В частности, выставлены как гражданские, так и военные следующие летательные аппараты (самолёты и вертолёты).
Среди выставленных экспонатов есть уникальные. Например, из 16 выпущенных экземпляров одного из двух в мире сверхзвуковых лайнеров Ту-144 всего два самолёта занимались перевозками пассажиров на регулярных трассах (Москва — Алма-Ата) — это борты под № 77109 и № 77110, причём сохранился только один из них, он и выставлен в экспозиции музея. Также этот борт летал на международный авиасалон в Ле-Бурже в 1977 году. В настоящий момент является наиболее комплектным из всех сохранившихся Ту-144.  Самолёт принял участие в съёмках двухсерийного фильма «Поэма о крыльях» (1979) о жизни авиаконструктора Андрея Туполева. С 13 по 16 декабря 2021 года на канале «НТВ» прошёл показ т/с «Пять минут тишины. Симбирские морозы», одна из серий была снята в музее, а действия проходили на борту этого самолёта.
Выставленный в музее экземпляр Ту-114 под № 76490 памятен тем, что является одним из четырёх самолётов, бравшихся в своеобразный «лизинг» японской авиакомпанией JAL («Japan Airlines») — совместная эксплуатация с «Аэрофлотом», при этом на самолёты были нанесены две эмблемы — «Аэрофлота» и «Japan Airlines» (в период своей лётной эксплуатации самолёты Ту-114 входили в авиапарк лишь двух этих авиакомпаний). Трое его собратьев-«японцев» до наших дней не дожили — последний из них, бывший памятником в аэропорту «Домодедово», был разрезан на металлолом в августе 2006 года, несмотря на многочисленные письменные и устные обращения общественности. Также именно «ульяновский» экземпляр № 76490 был выпущен предпоследним из всех Ту-114 (в 1964 году), причём стал тридцатым серийным по счёту. В настоящий момент выставленный в Ульяновске Ту-114 ценен ещё и тем, что является одним из трёх сохранившихся экземпляров этого типа самолёта.
Представляет особый интерес и экземпляр Ту-116 № 76462 — этот самолёт был произведен на базе бомбардировщика Ту-95 специально для первого лица государства Н. С. Хрущёва. Из двух экземпляров до наших дней дожил только один.
Выставленный Ту-134 № 65748 является рядовым тружеником «Аэрофлота» (МГА). Этот Ту-134 никогда не участвовал в съемках кинокомедии Эльдара Рязанова «Невероятные приключения итальянцев в России», как это заявляют некоторые журналисты и редакторы новостных интернет-ресурсов. В фильме снимался самолёт б/н СССР-65608 (з/н 6350105), который был списан 23 июля 1982 года по отработке назначенного ресурса. Выставленный борт СССР-65748 был установлен в 2002 году вместо самолёта СССР-65648, который тоже никогда не снимался в указанном фильме.
В музее находится 42 экспоната, из них 11 бортов носят официальный статус федерального памятника науки и техники. Два самолёта являются единственными экземплярами на планете – это АНТ-4 1925 года и персональный самолёт Хрущёва – Ту-116, специально построенный для высшего руководителя страны.
Три экспоната, включая изюминку экспозиции вертолёт Ми-24, которым может похвастаться не каждый музей, передадут из экспозиции Ульяновского танкового училища в Музей гражданской авиации. 

### Экспонаты
- АК-1 (макет)
- Ан-2 (2 экземпляра)
- Ан-14 «Пчёлка»
- Ан-24
- АНТ-4 (Г-1)
- АНТ-40 (СБ)
- Ил-14 (2 экземпляра)
- Ил-18
- Ил-28
- Ил-62
- Ил-86
- Ми-1
- Ми-2
- Ми-4
- Ми-6
- Ми-8
- МиГ-25П
- Ту-104
- Ту-114
- Ту-116
- Ту-124
- Ту-134
- Ту-144
- Ту-154
- У-2 (По-2)
- Як-12
- Як-18Т
- Як-40
- Як-42
- L-29
- L-410
- PZL M-15

### Галерея

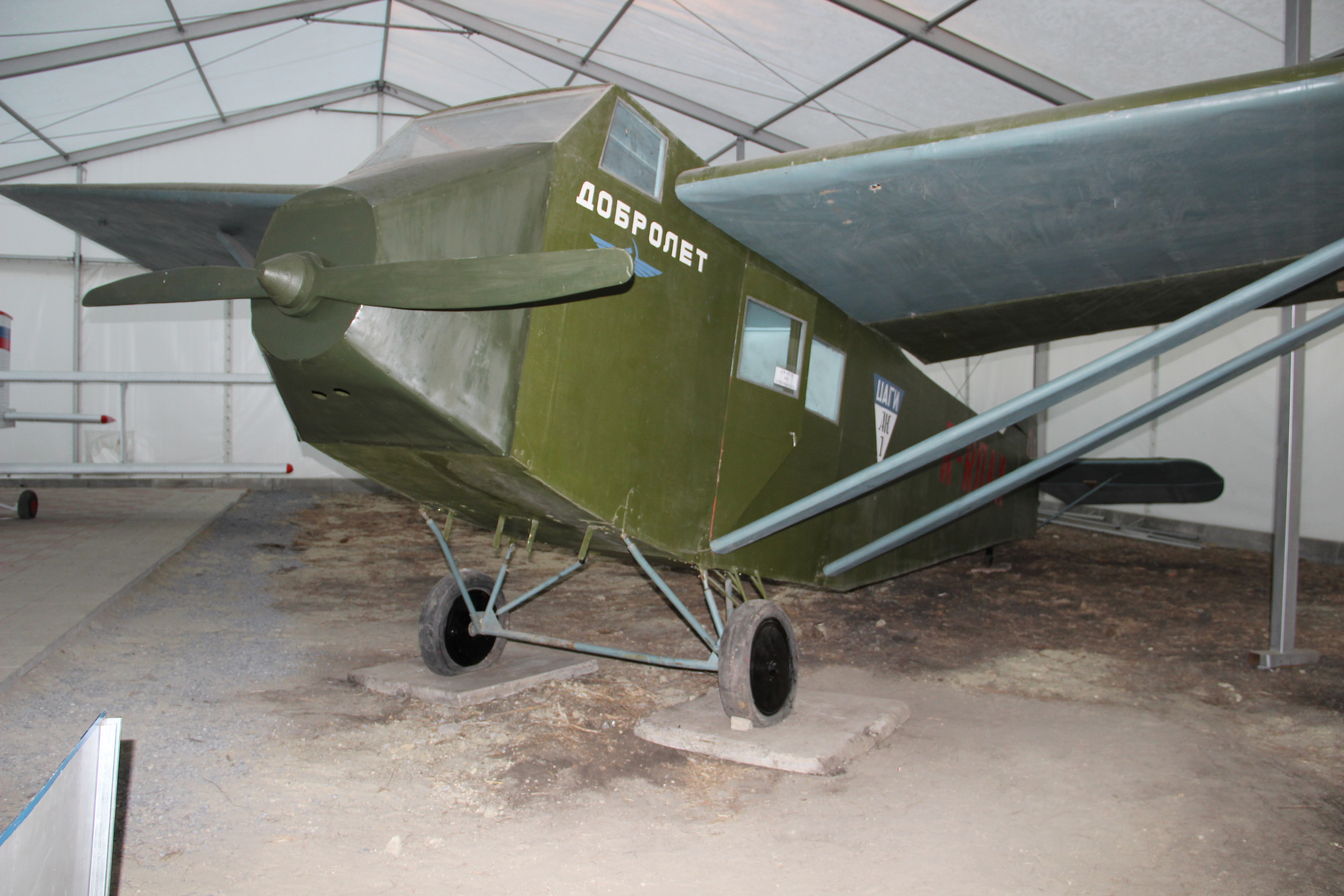
АК-1
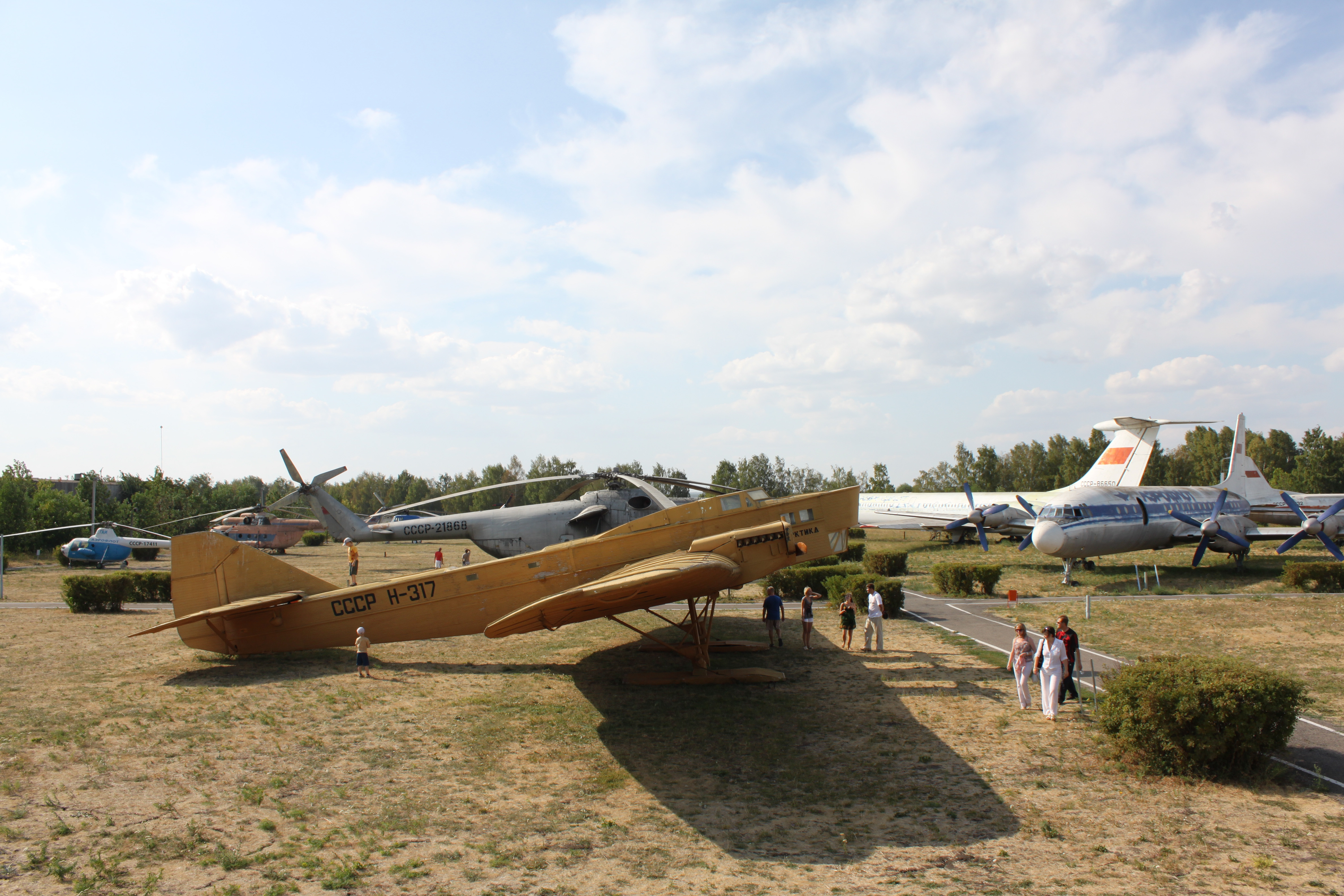
АНТ-4
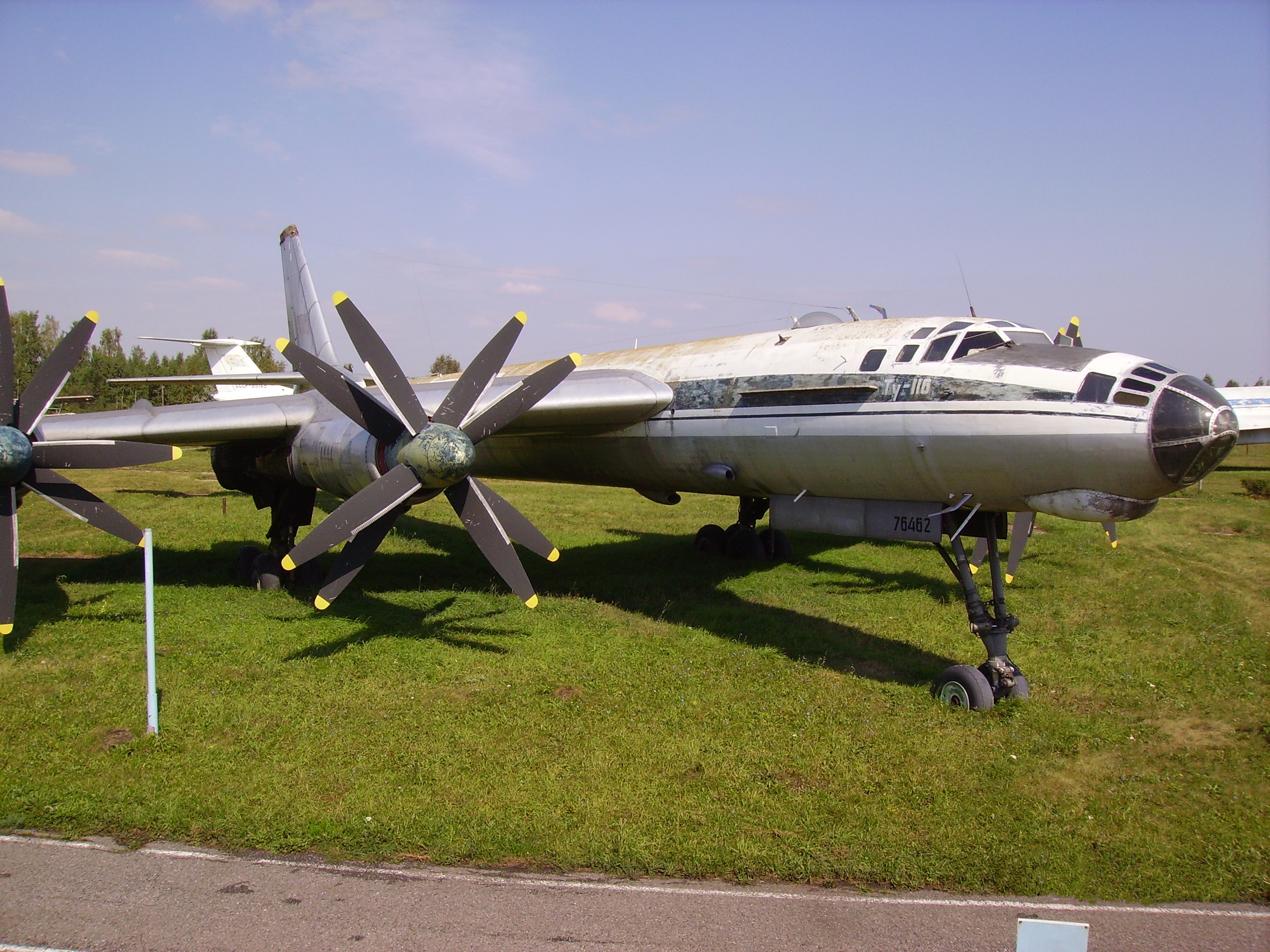
Ту-116
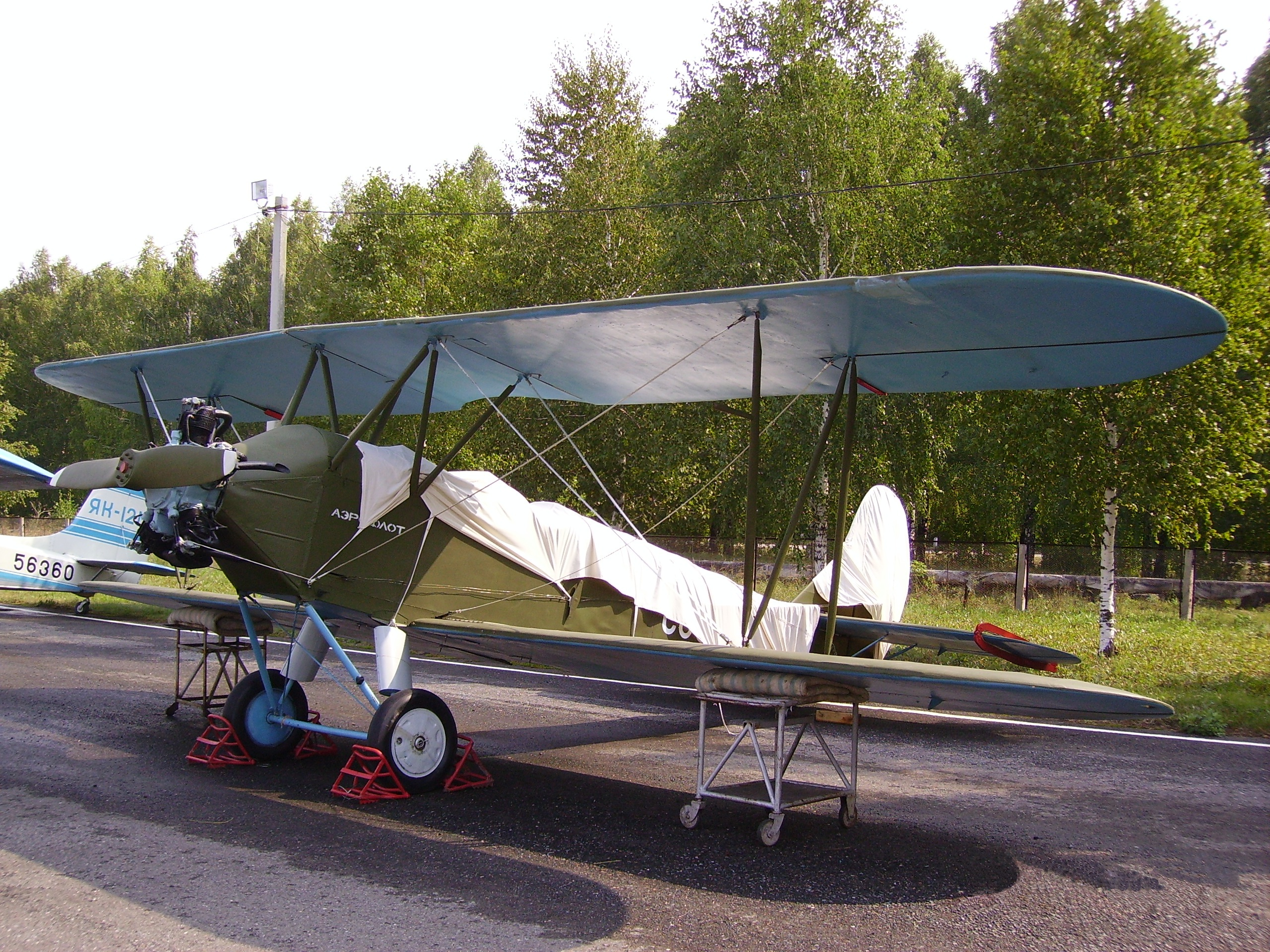
По-2 (У-2)
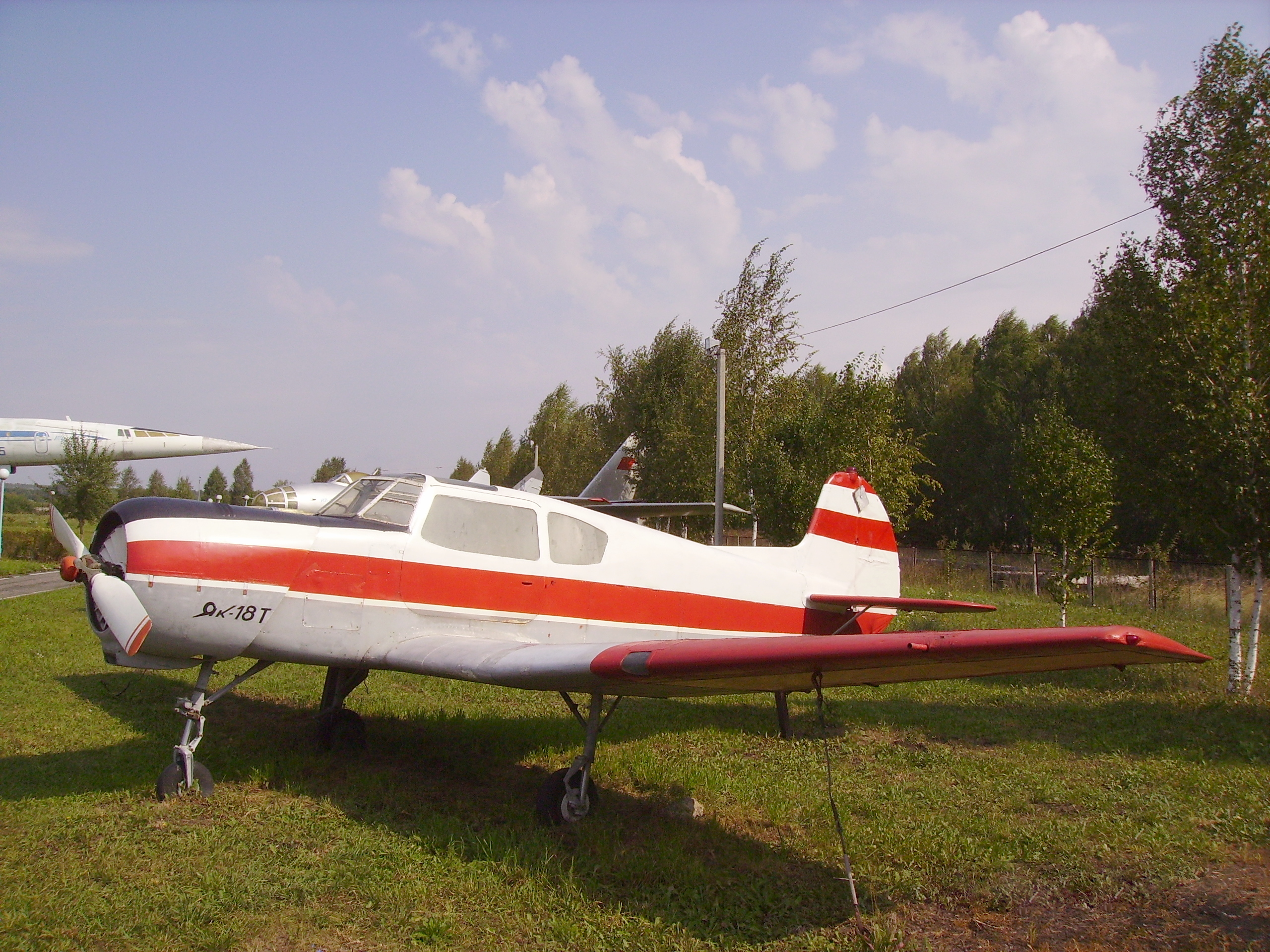
Як-18Т
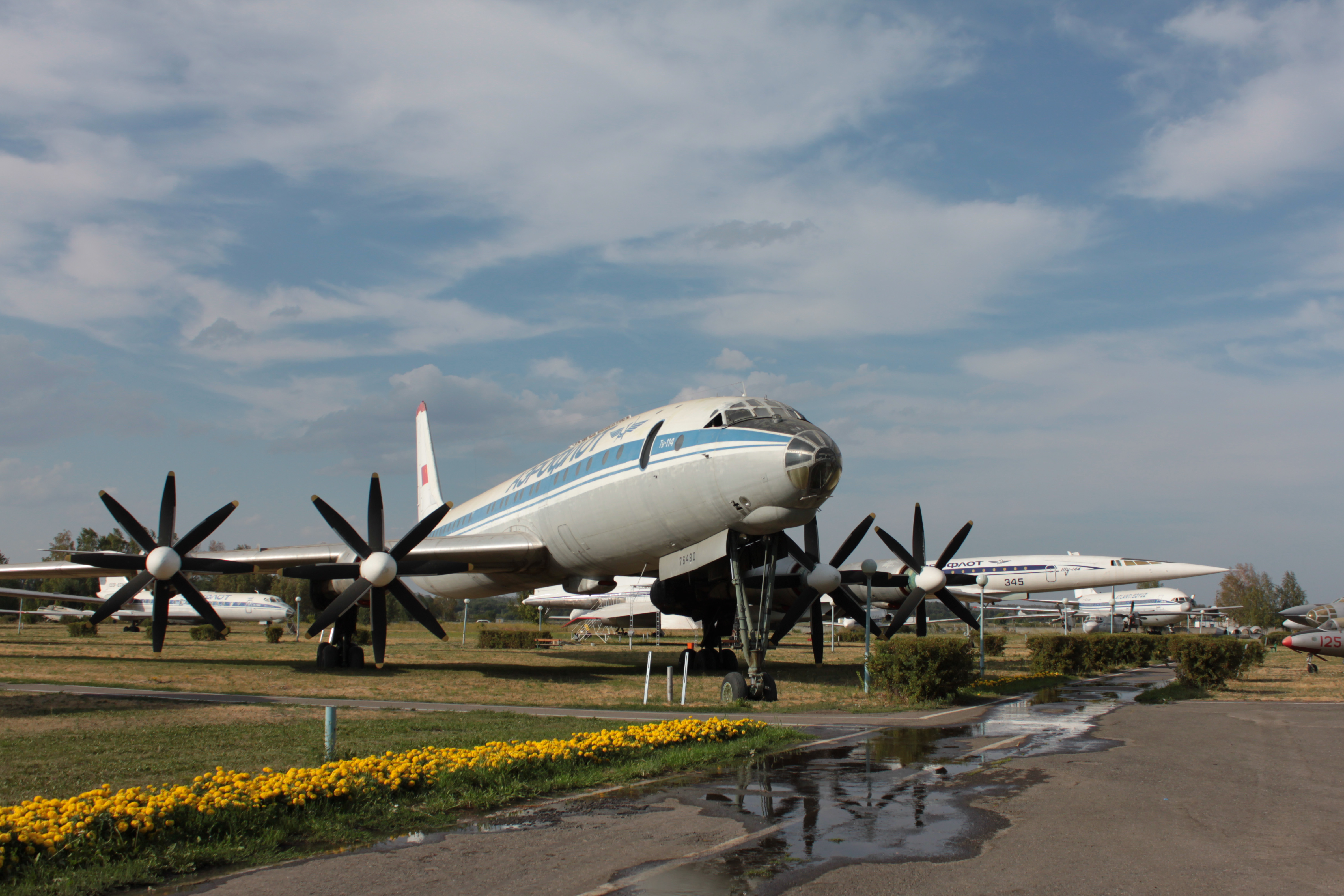
Ту-114
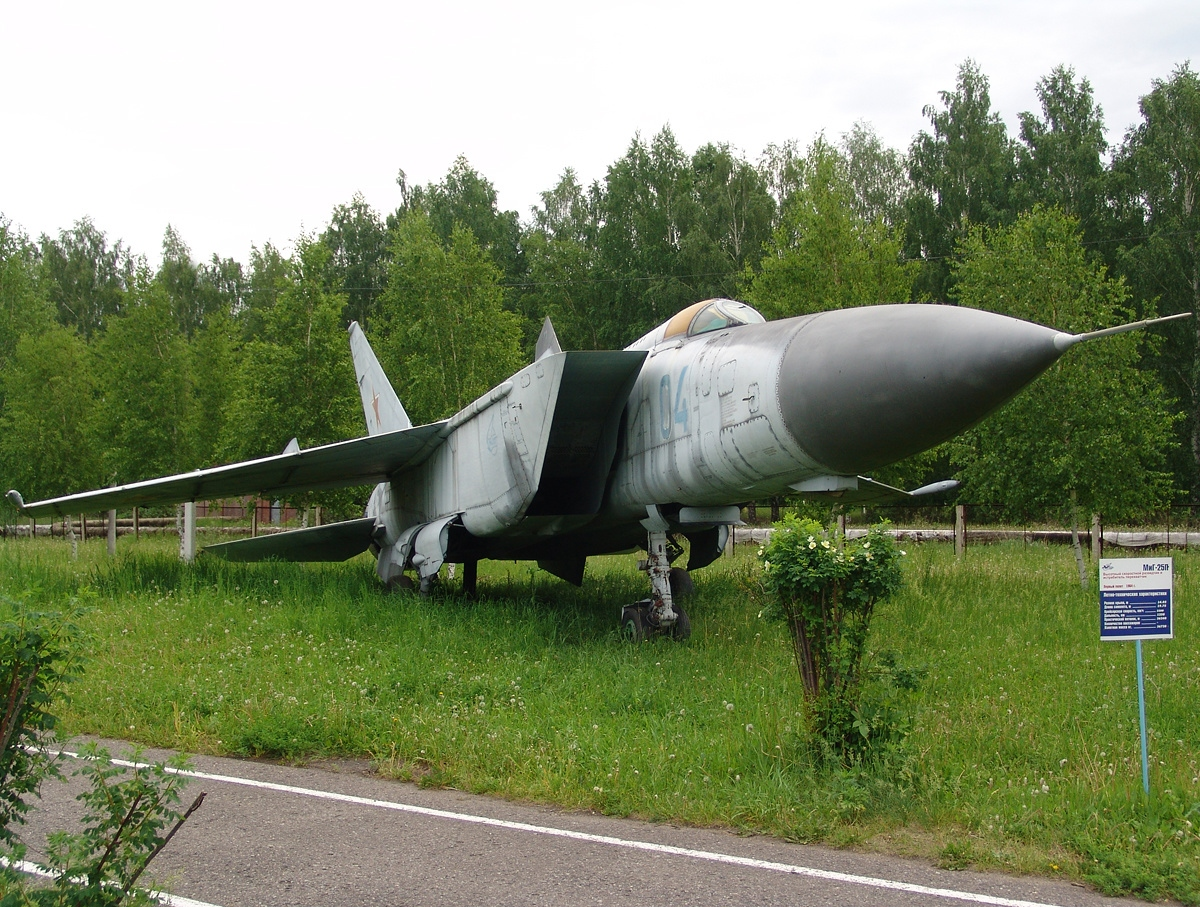
МиГ-25П
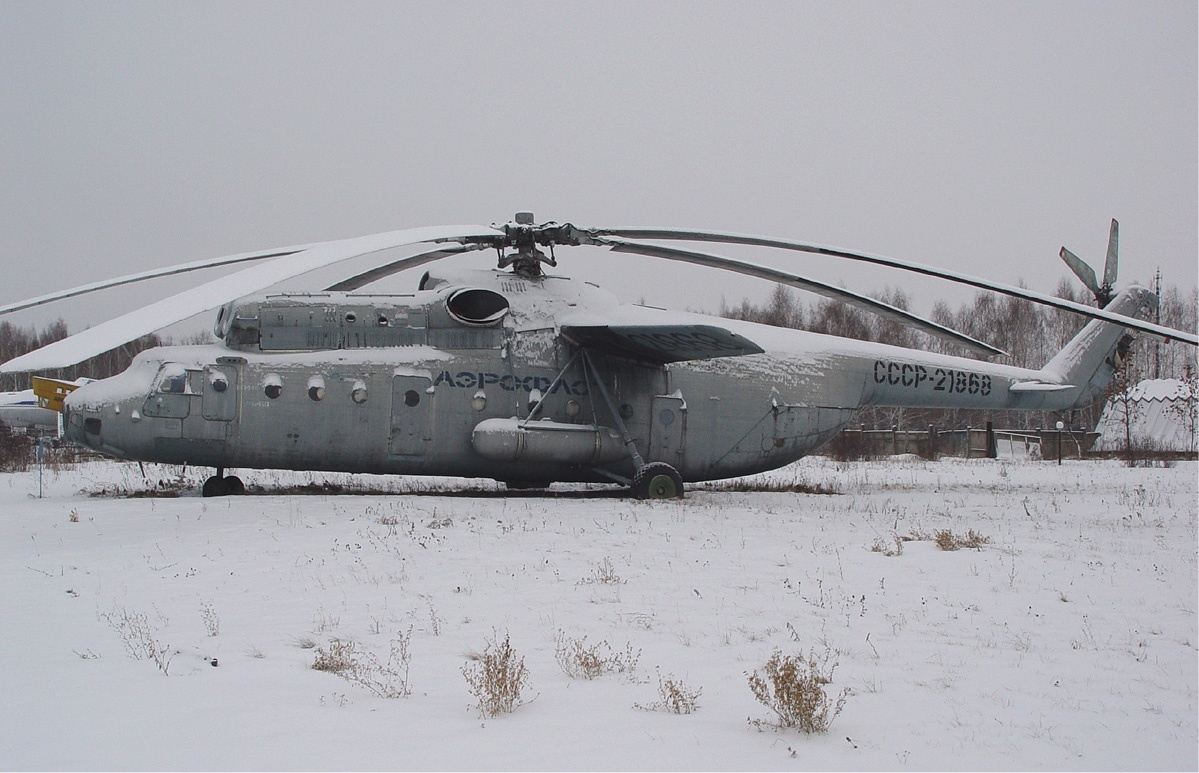
Ми-6
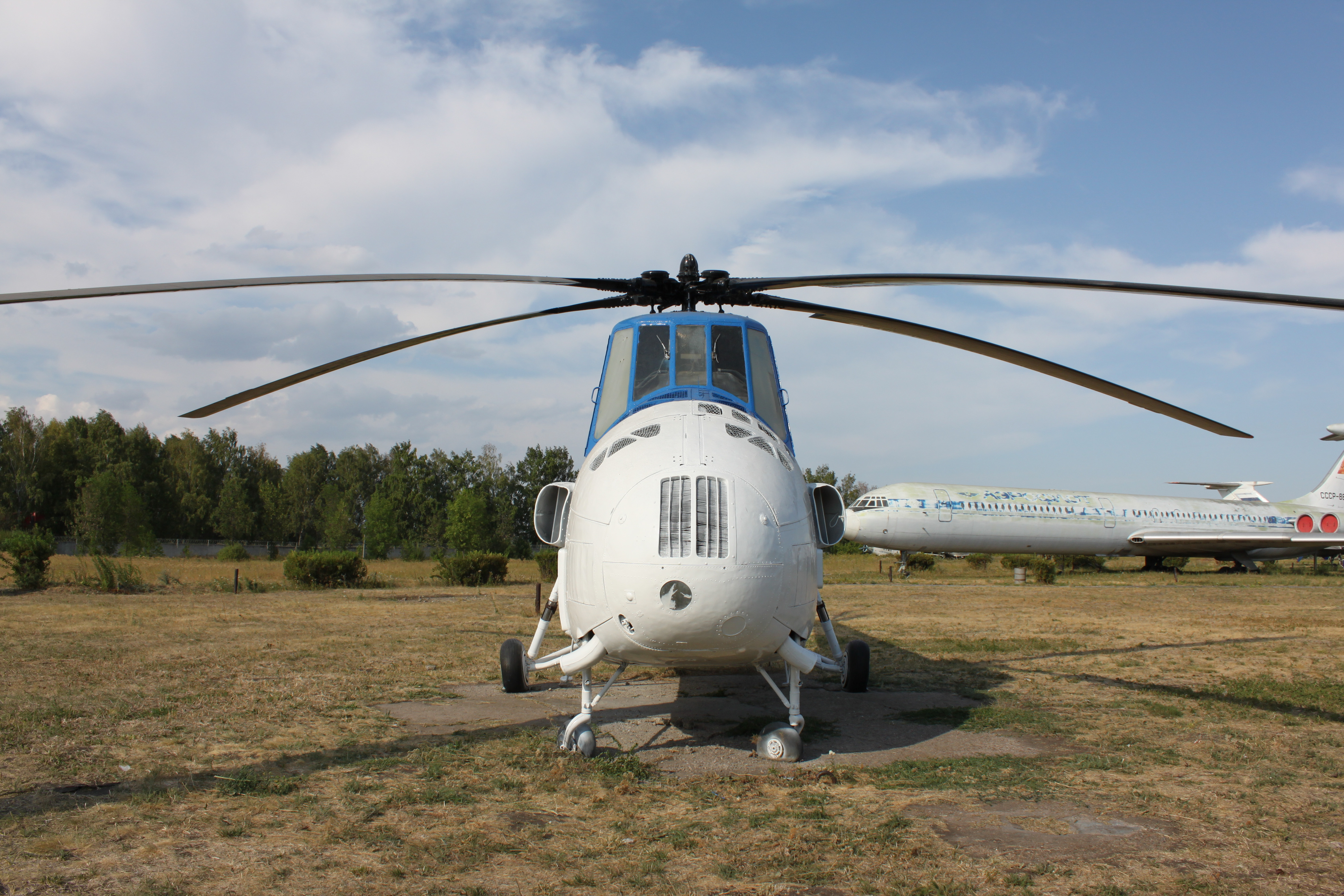
Ми-4
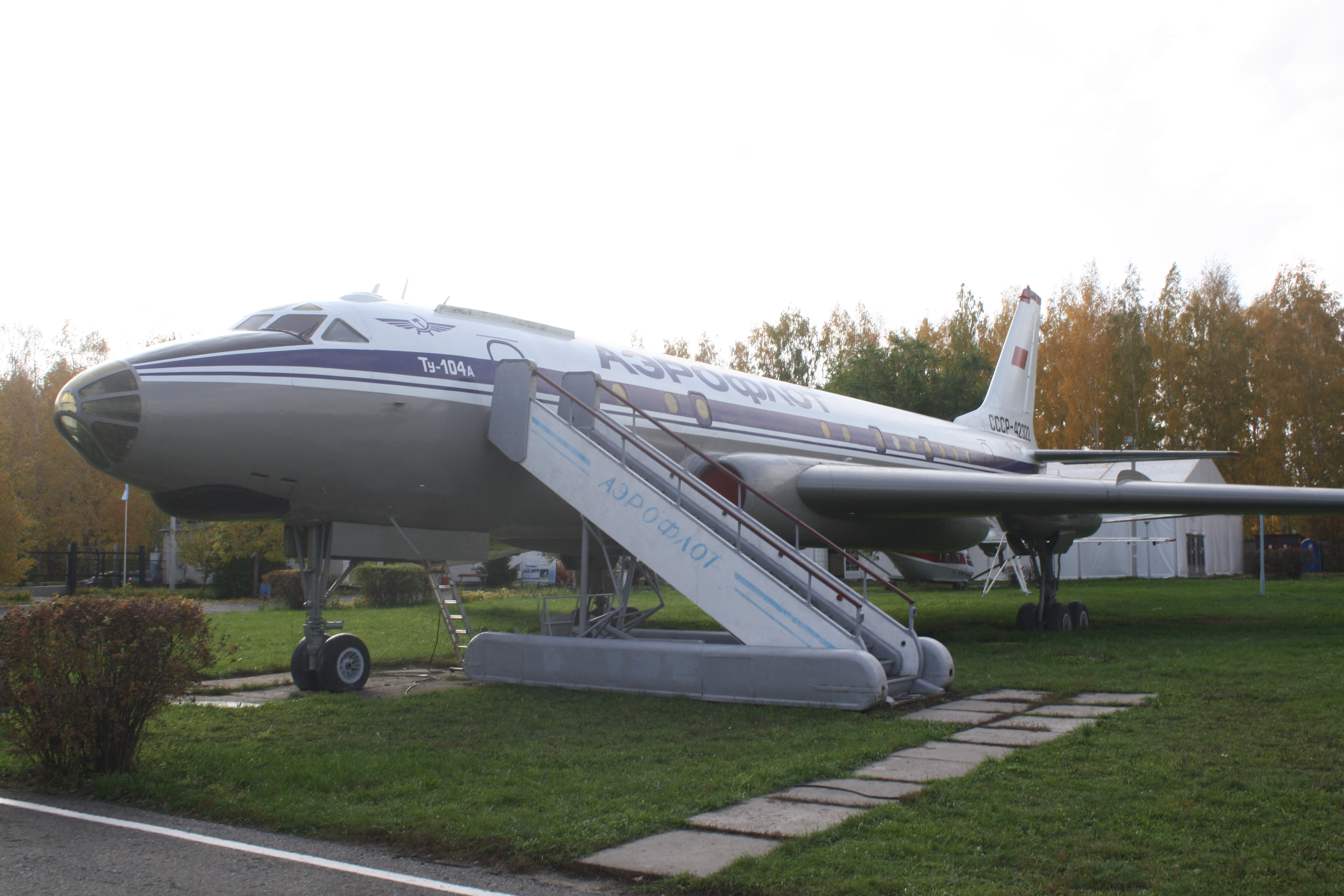
Ту-104А
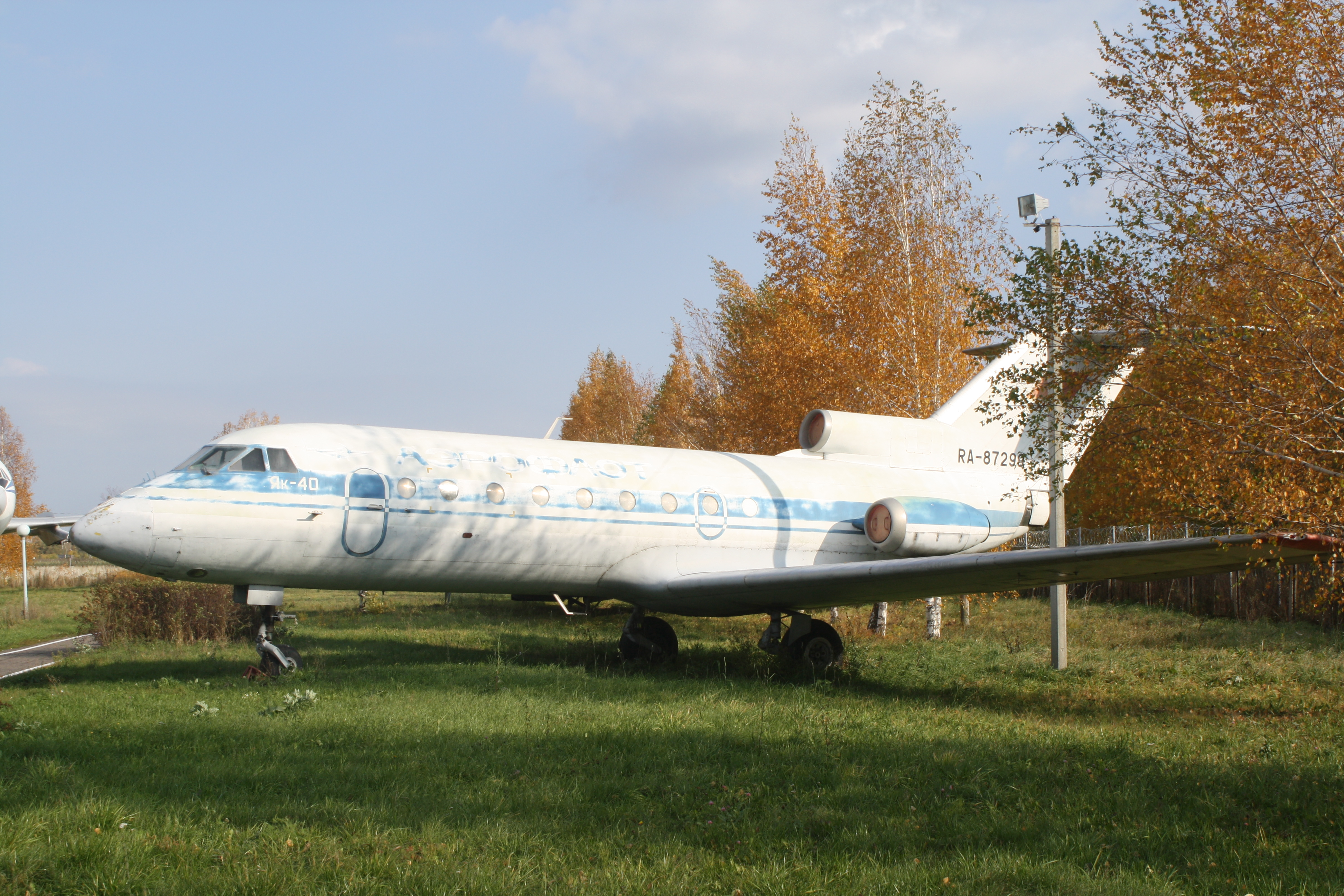
Як-40
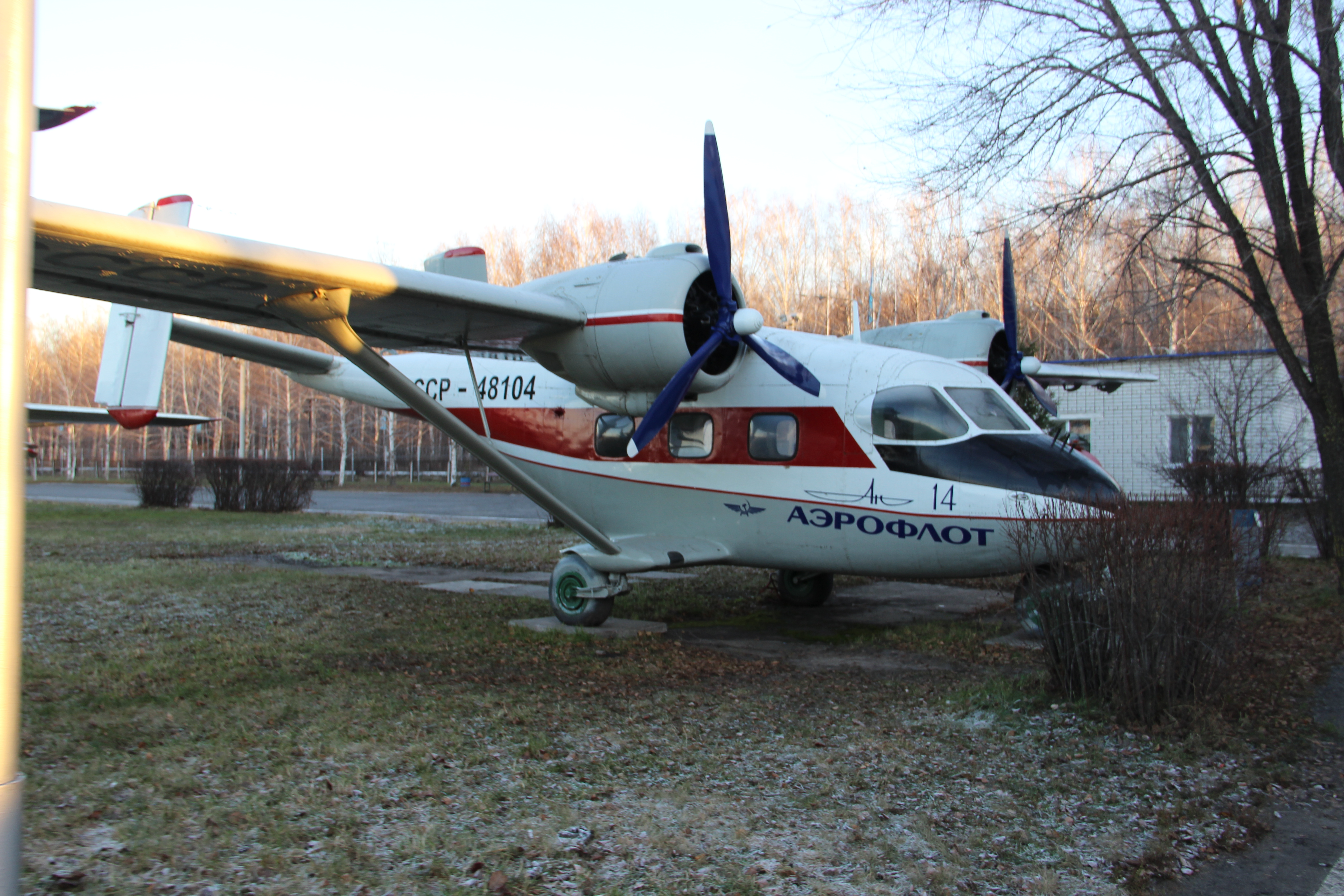
Ан-14 "Пчелка".
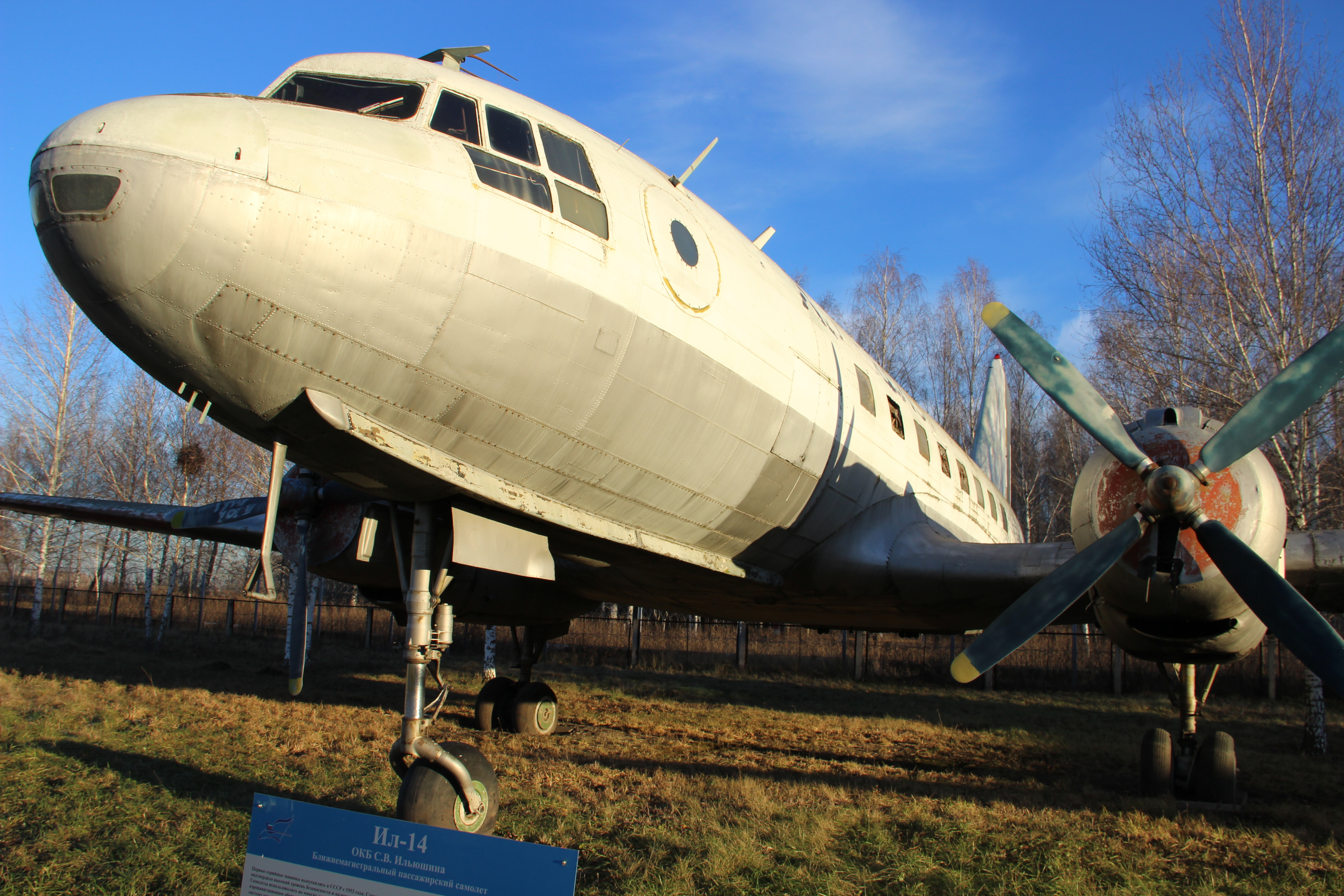
Ил-14
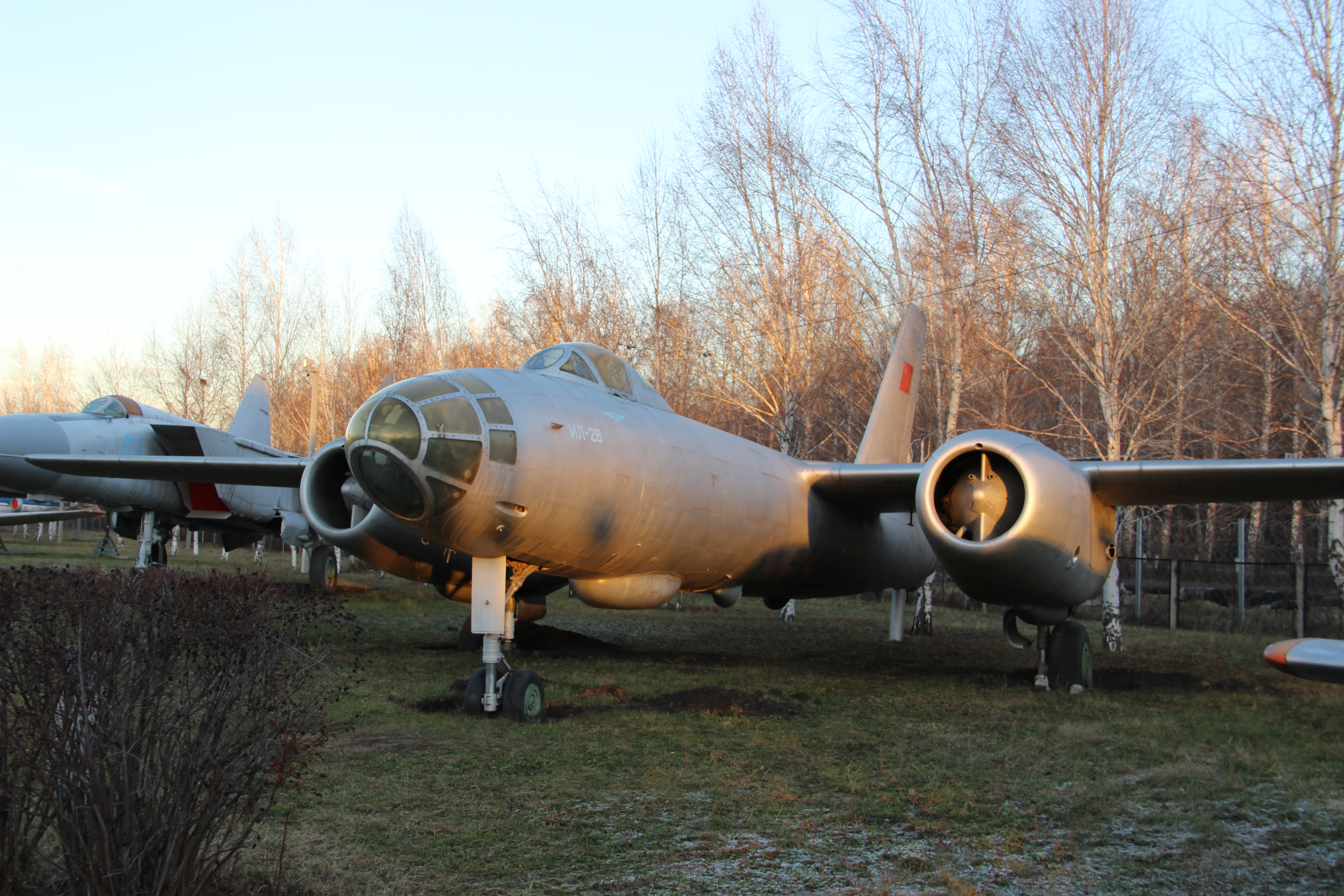
Ил-28
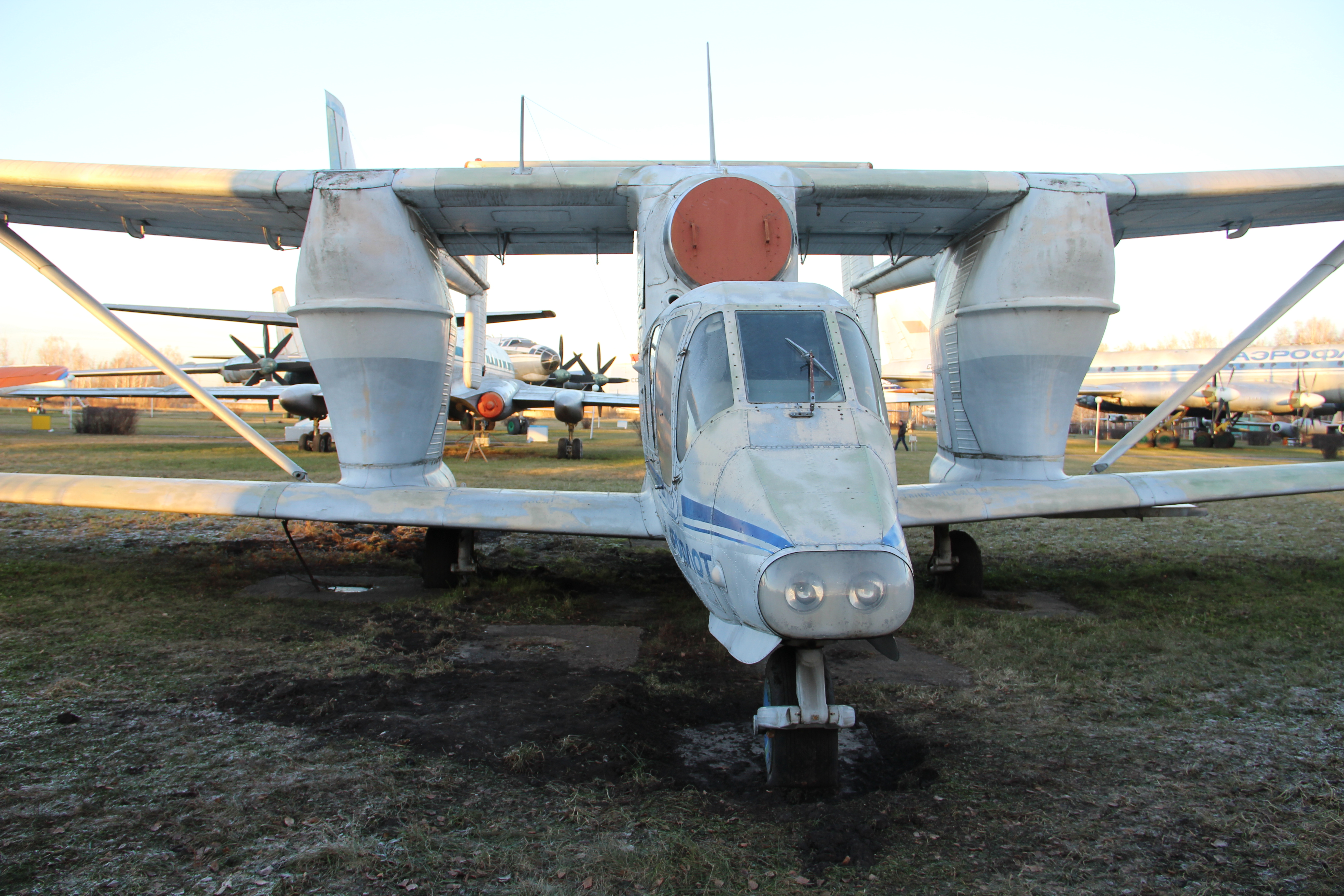
М-15
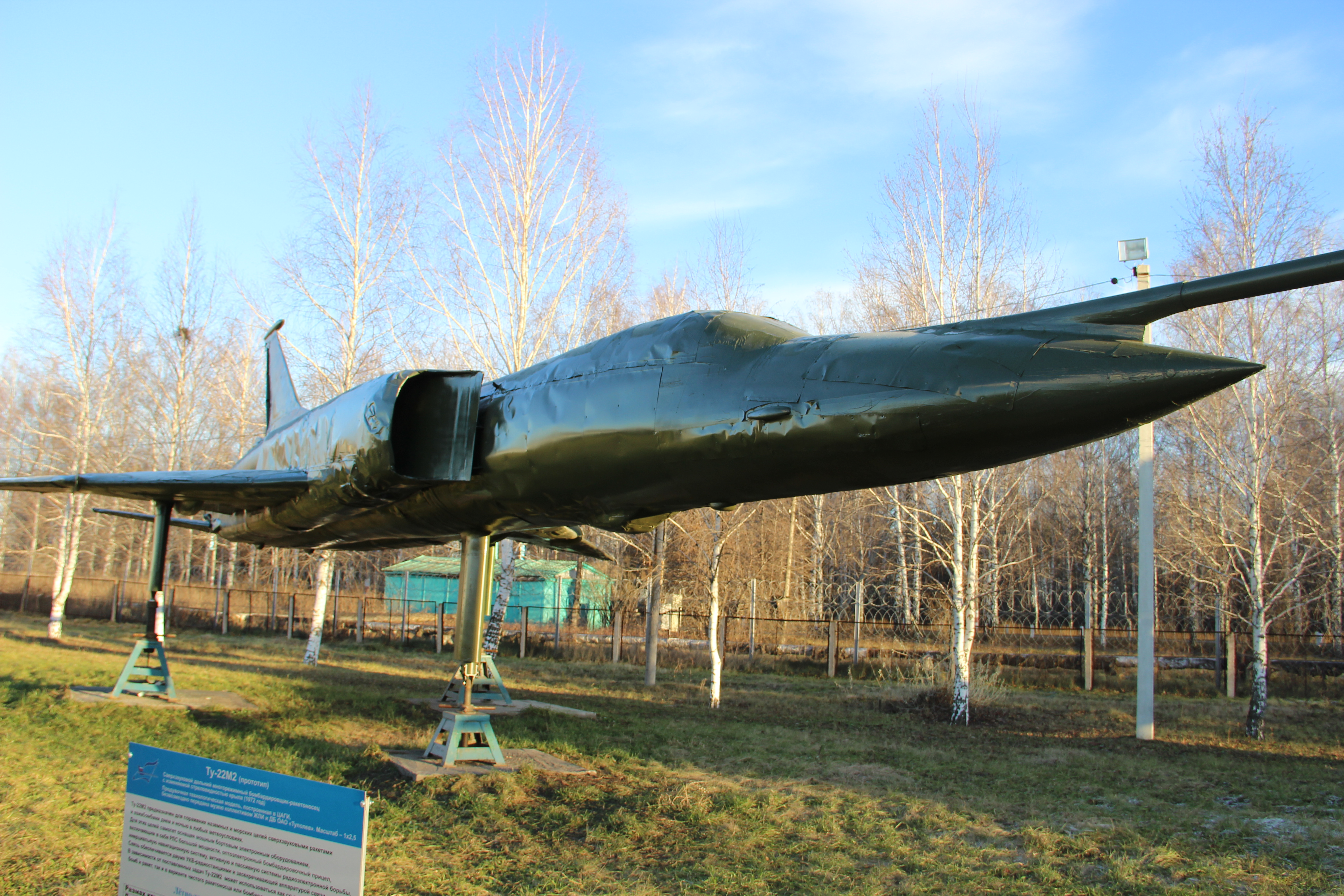
Ту-22М
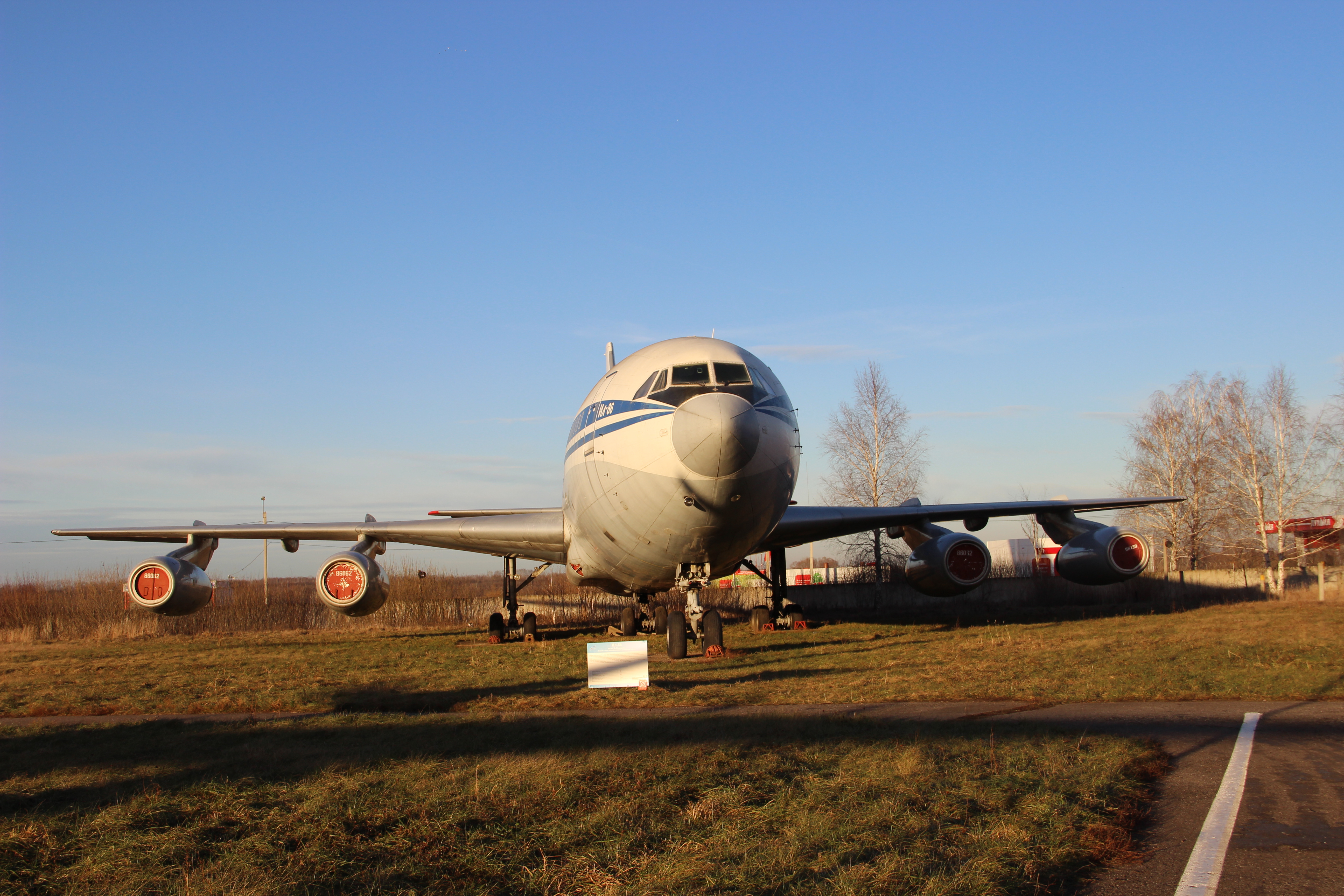
Ил-86
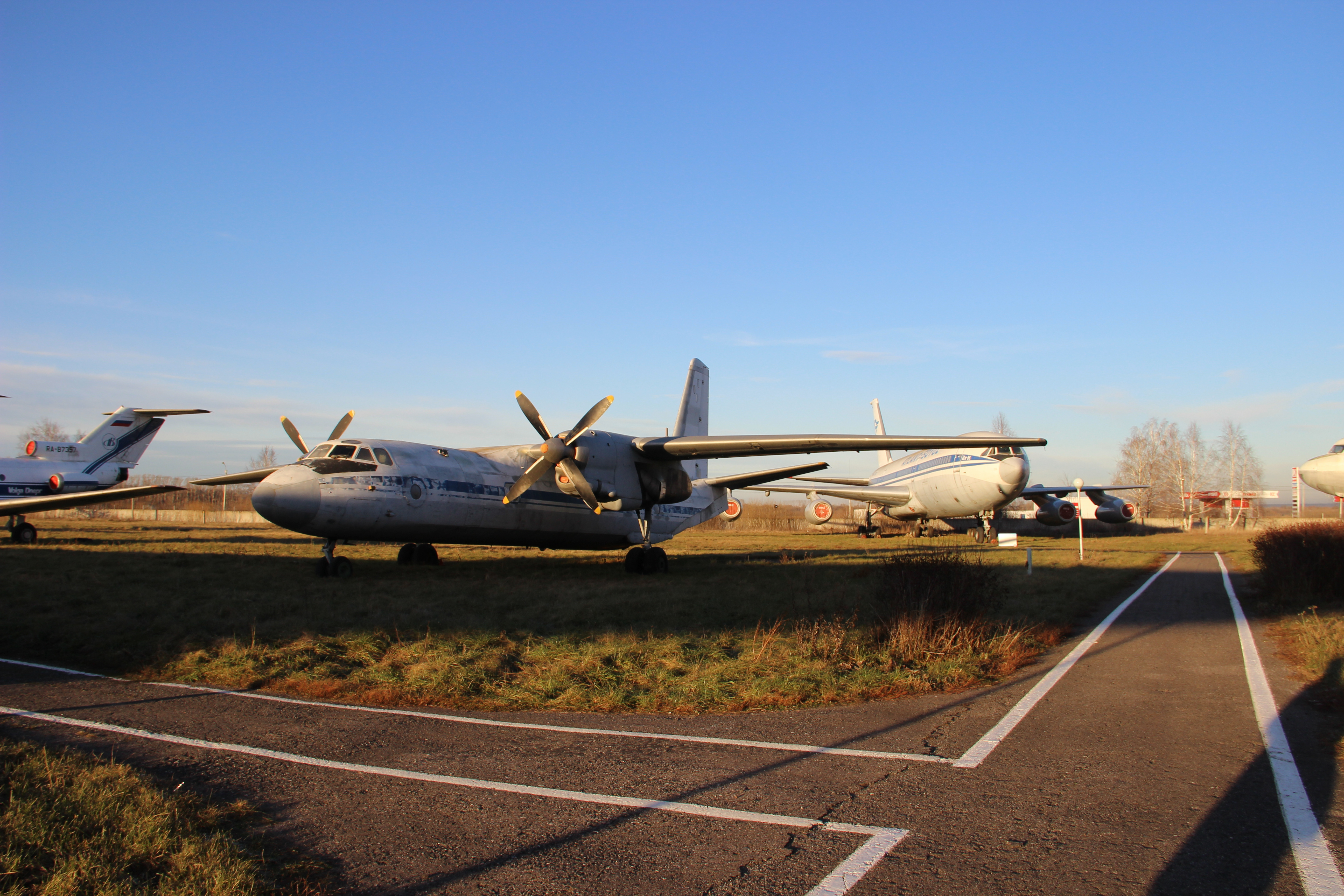
Ан-26
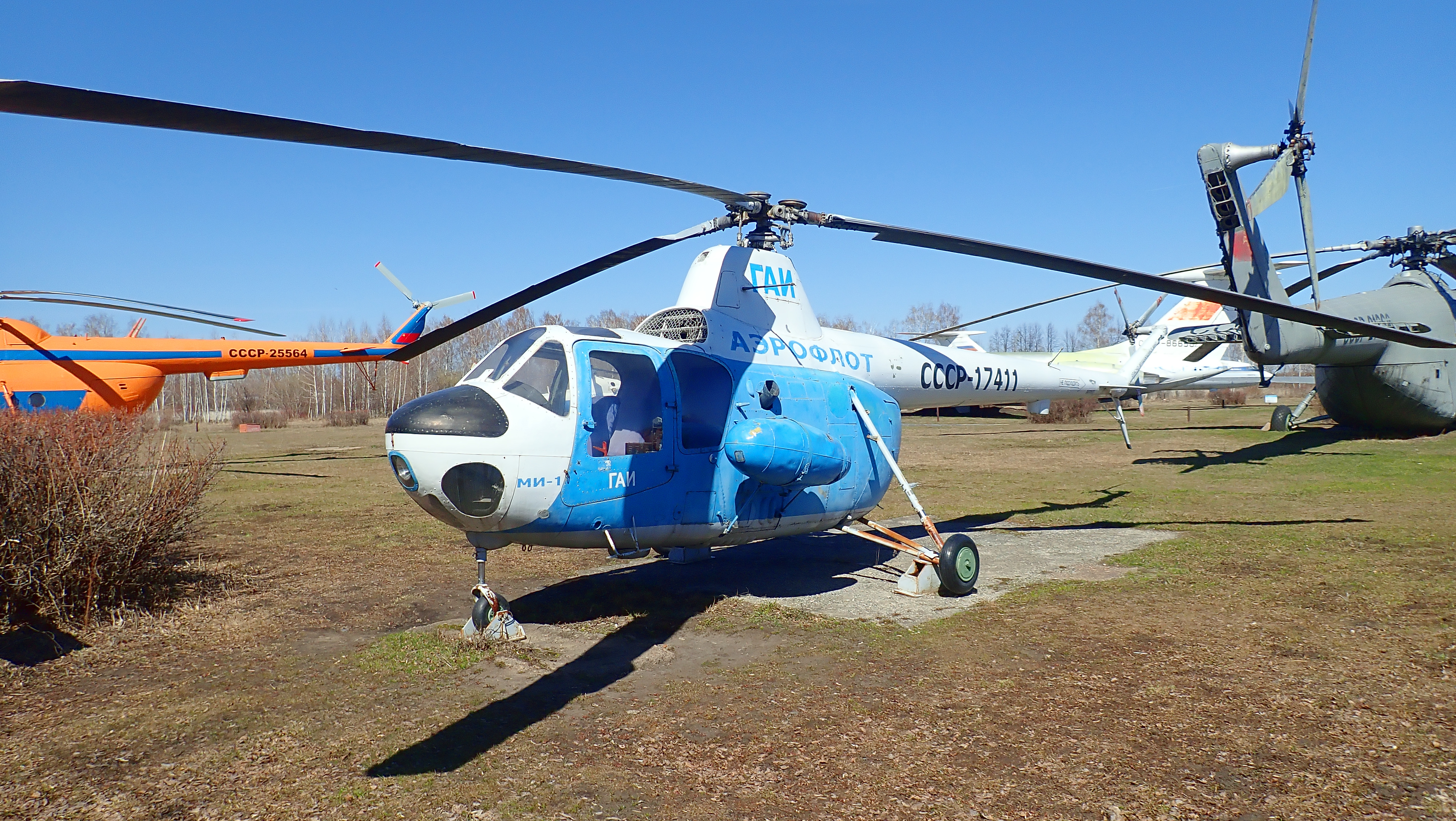
Ми-1
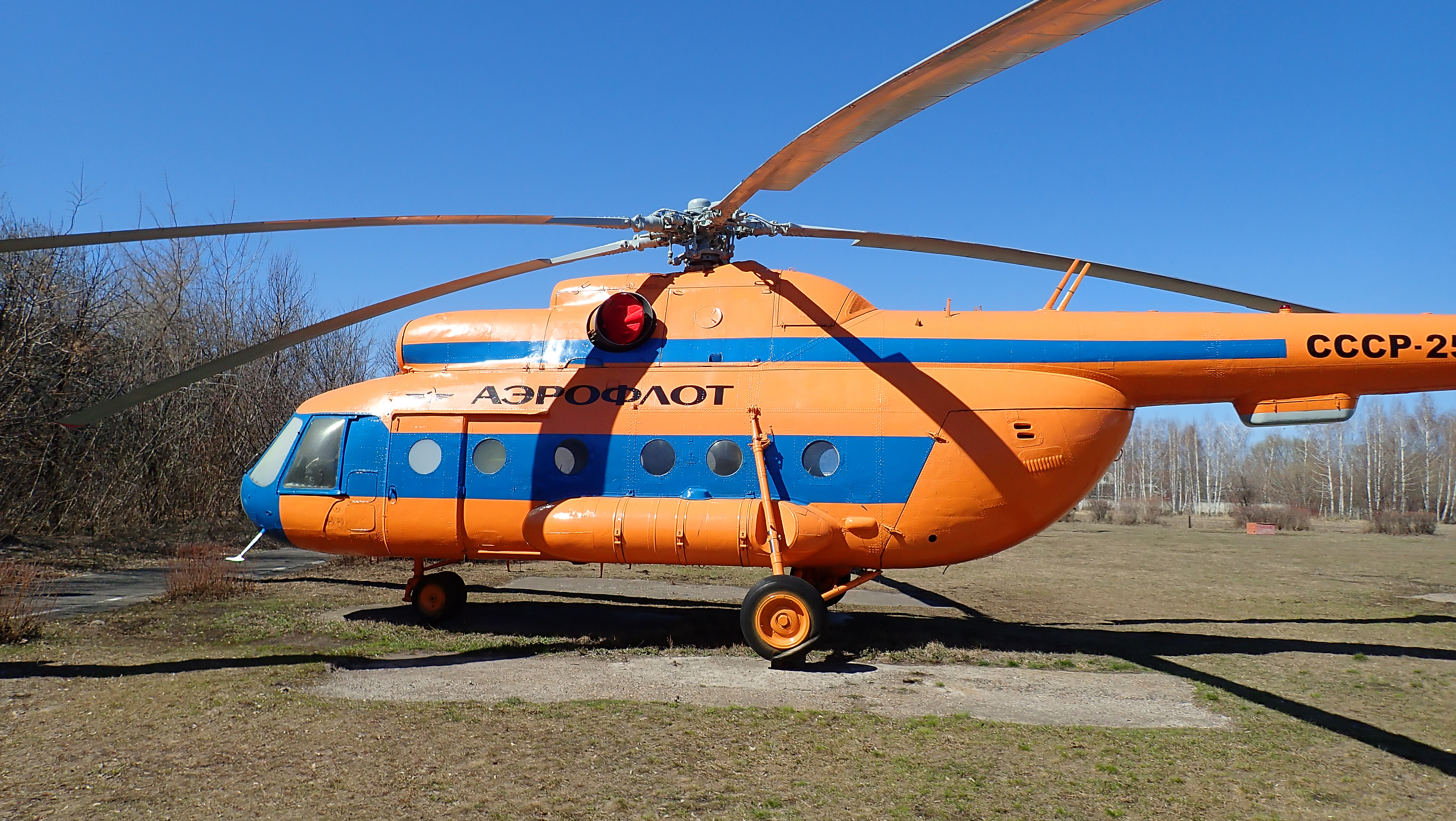
Ми-8
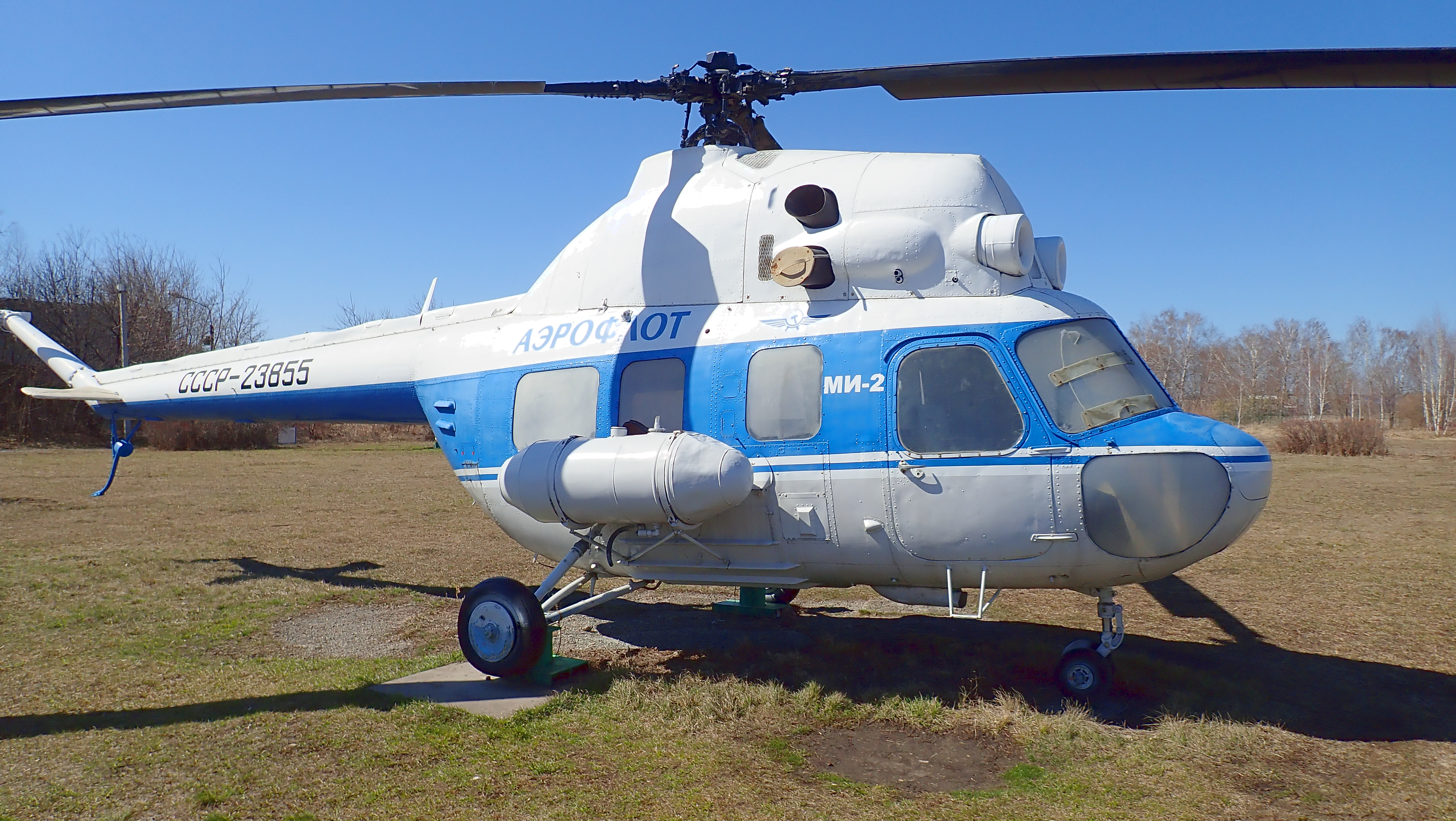
Ми-2

## Транспорт
Автобусы 13с, 66, маршрутные такси 107, 129 до остановки «Аэропорт».